# Голованов, Олег Сергеевич
Олег Сергеевич Голованов (17 декабря 1934, Ленинград, РСФСР, СССР — 24 мая 2019) — советский спортсмен и тренер (академическая гребля), олимпийский чемпион (1960), заслуженный мастер спорта СССР (1960), заслуженный тренер СССР (1979).

## Спортивная карьера
- Олимпийский чемпион 1960 в гребле на двойке распашной без рулевого с Валентином Борейко
- Участник Олимпийских игр 1964 (двойка распашная без рулевого)
- Серебряный призёр чемпионата мира 1962 (двойка распашная без рулевого)
- Серебряный призёр чемпионата Европы 1959 (двойка распашная без рулевого)
- Чемпион СССР 1959—1963

## Биография
- Окончил школу тренеров при ГДОИФК (1962). Тренировался у В. А. Кирсанова[4].
- С 1978 по 1988 работал тренером сборной команды СССР. Тренер сборной СССР на Олимпийских играх 1980. Подготовил ряд победителей и призёров олимпийских игр.

## Награды
- Орден «Знак Почёта» (16.09.1960) — за успешные выступления в XVII летних и VIII зимних Олимпийских играх 1960 года, а также за выдающиеся спортивные достижения[5]